# Strangalia lyrata
Strangalia lyrata es una especie de escarabajo longicornio del género Strangalia, categorizada en la tribu Lepturini, de la subfamilia Lepturinae. Fue descrita por Redtenbacher en 1868.

## Descripción
Mide 11,8-14 mm de longitud.

## Distribución
Se distribuye por Brasil.